# Action (enseigne)
Pour les articles homonymes, voir Action.
Action est une chaîne de magasins hard-discount créée en 1993 aux Pays-Bas et présente également dans une dizaine de pays européens à travers plus de deux mille points de vente. Son offre de produits est essentiellement fondé sur le non-alimentaire à bas prix.
Ses magasins proposent des produits de marques nationales, souvent issus du déstockage, mais le plus souvent ce sont des produits importés fabriqués pour l’enseigne. L'enseigne compte environ 2 800 points de vente en Europe à fin 2024.

## Historique
Action est créée aux Pays-Bas par Rob Wagemaker, Gerard Deen et Boris Deen en 1993.
En juillet de la même année, l'enseigne ouvre un premier magasin de 60 m2 à Enkhuizen, au nord-ouest des Pays-Bas, lieu tenu par Gerard Deen et Rob Wagemaker, rejoints par le frère du premier, Boris Deen. C'est, dès le départ, une enseigne de déstockage, achetant aux marques les surplus de leur stocks.
En 1999, Action se dote d'un centre de stockage de 25 000 m2 situé à Zwaagdijk-Oost. Le siège social s'y installe également.
L'enseigne adopte en 2004 le concept des supermarchés pour ses points de vente : caddies et tapis roulant aux caisses.
Face à l'explosion des succursales, le centre de stockage-logistique de Zwaagdijk est massivement agrandi et atteint une taille de 100 000 m2 en 2010.
En 2011, le fonds d’investissement 3i achète 45 % du capital d’Action pour 130 millions d'euros avec le projet de développer l'enseigne hors des Pays-Bas,. Par la suite, 3i monte à 80 % du capital.
Un second centre de stockage néerlandais ouvre en 2014, à Echt (agrandi à 73 000 m2 en 2015), afin de couvrir la Belgique, la France et l'ouest de l'Allemagne.
En octobre 2017 Action ouvre son 1000e magasin à Gorinchem. En juin 2017 le discounter ouvre son 1er centre de distribution en Allemagne à Biblis. 
En janvier 2022, le 2 000e magasin ouvre à Prague en République tchèque.

### Stratégie commerciale
Outre une part fixe, l'assortiment varie en permanence du fait de la stratégie d'achat qui privilégie les acquisitions en fonctions d'opportunités, comme les sur-stocks, les marchandises d'entreprises en faillite ou les invendus,,.
L'enseigne se positionne principalement sur les produits non périssables comme les articles de décoration, les produits d'entretien, avec aussi une forte proportion des produits de cosmétique et d'hygiène,,. Action est connu pour proposer des produits à prix bas, commercialisant environ un millier d'article à un euro et le prix moyen se situe à 1,70 euros pour 2022. Un quart des produits sont vendus à moins d'un euro en 2021 et les deux tiers moins de deux euros en 2024. 
L'entreprise réduit au maximum ses dépenses de communication en évitant les campagnes télévisuelles ou radiophoniques, se contentant le plus souvent de tracts, du bouche-à-oreille et des réseaux sociaux. Mais Action réduit également les frais liés aux points de vente, en proposant un modèle toujours globalement similaire : peu de personnel, des magasins de 800 à 1 200 m2 situés en périphérie pour réduire les loyers, avec au maximum 6 000 références réparties en 14 catégories (bricolage, jouets ou papeterie par exemple), des présentoirs en vrac, pas de musique ni décoration inutile. Les mêmes produits sont achetés souvent en très grosse quantité, pour l'ensemble des points de vente afin d'obtenir une standardisation, ainsi que des tarifs faibles à l'achat. Au cours des années depuis sa création, Action s'est transformé, passant d'un simple déstockeur à une enseigne qui possède maintenant plusieurs dizaines de marques propre (MDD) afin de maitriser les coûts. 
Outre ses produits de MDD, les deux tiers de l'offre n'est pas permanente mais constamment renouvelée, créant ainsi une « stratégie de la frustration », poussant à l'achat impulsif. Certains clients viennent ainsi plusieurs fois par semaine. L'achat chez Action est vu également comme une « consommation revanche » face à la baisse du pouvoir d’achat. L'enseigne capte ainsi les parts de marchés perdues par les hypermarchés de la grande distribution.
Action est propriétaire des magasins, il n'y a pas de franchise.

### Points de vente et centres de distribution

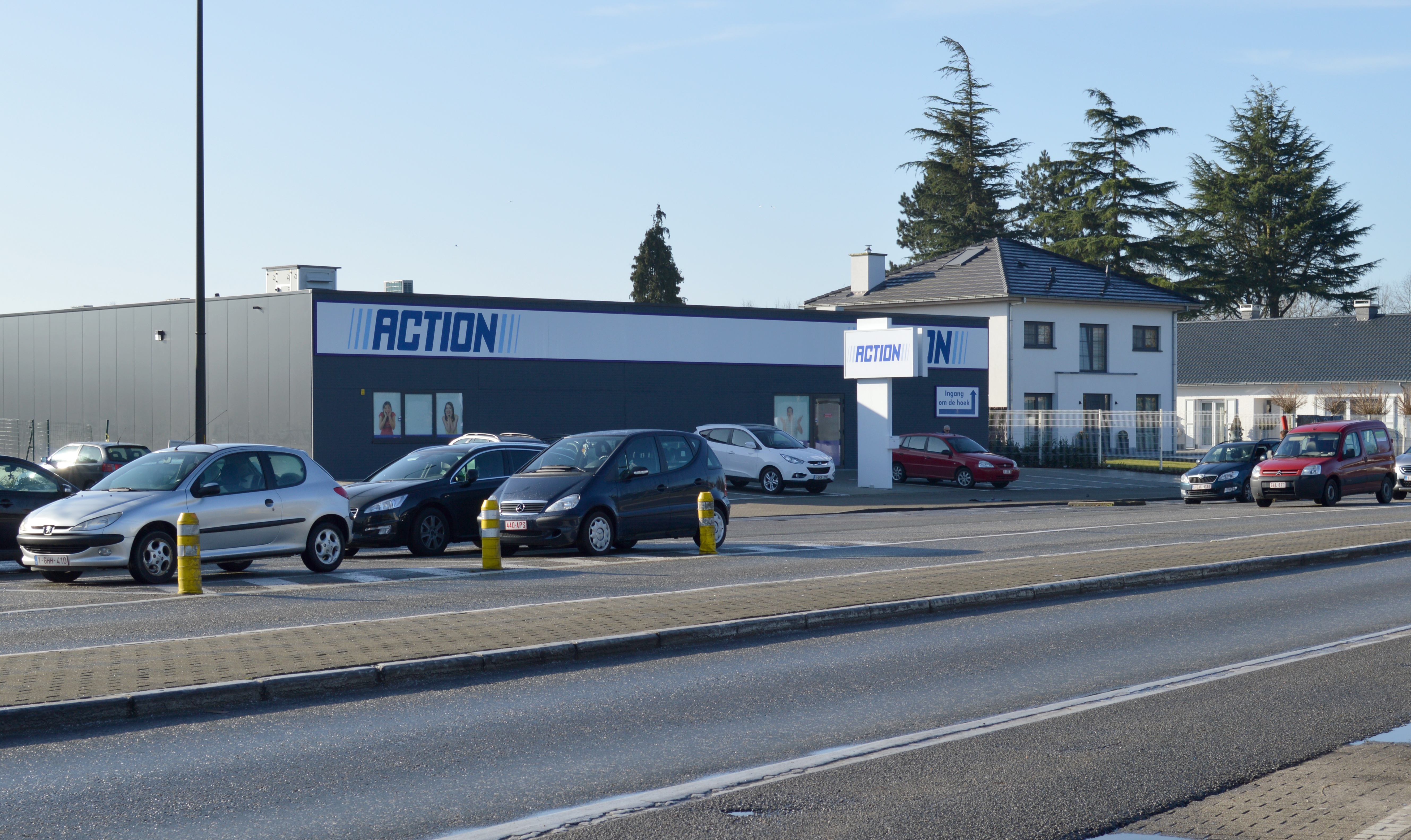
Un magasin de l'enseigne Action à Berlare, Belgique, ouvert en 2014.

#### France

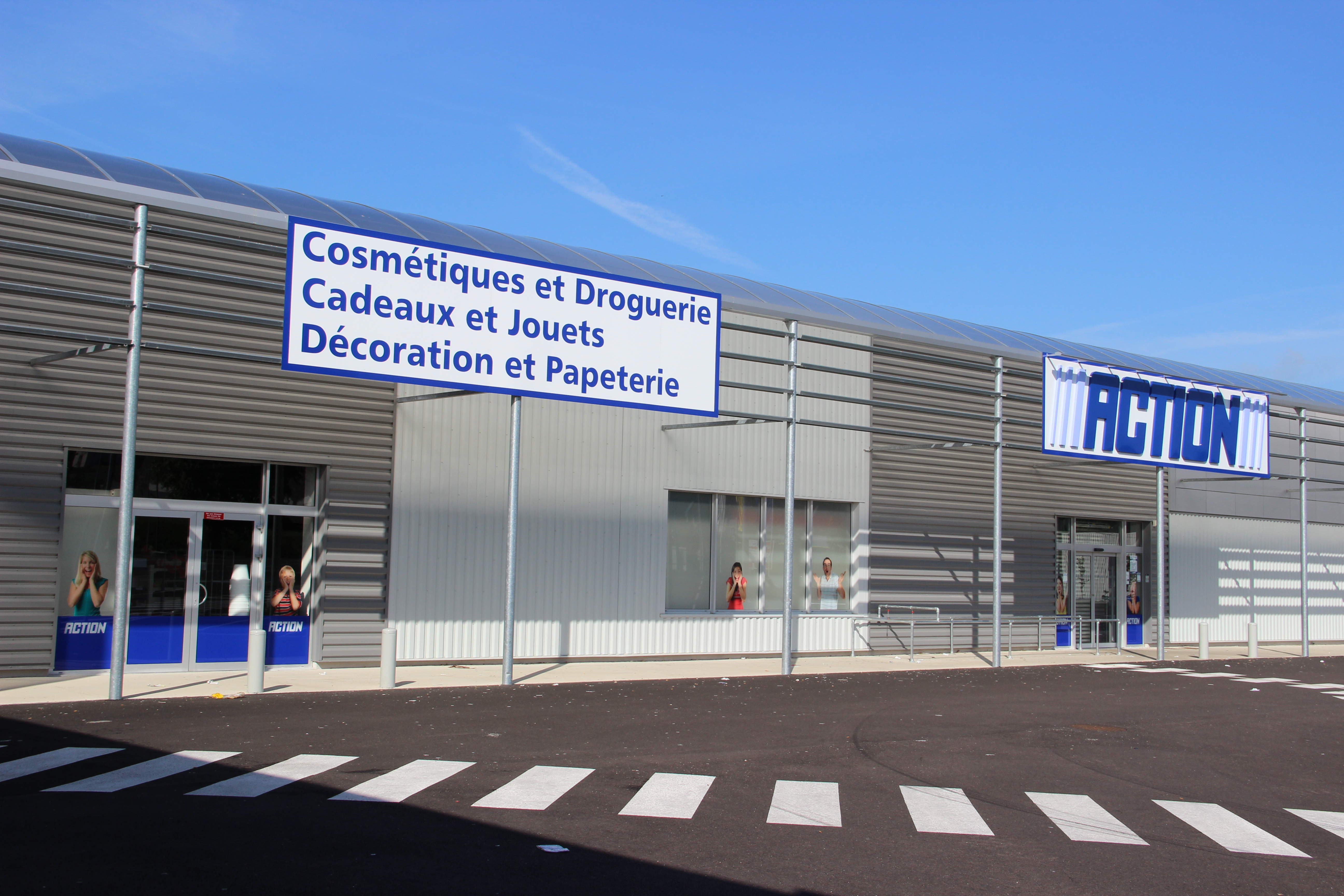
Magasin de Bar-le-Duc.

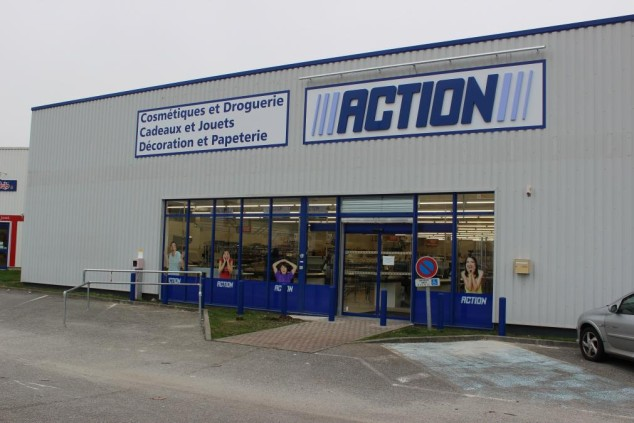
Magasin de Bernay.

En 2012, l'enseigne ouvre le premier magasin Action en France, à Courrières. En octobre 2013, l'enseigne compte dix magasins Action en France, dont quatre dans le Nord.
Fin mars 2016, le groupe Action lance son projet de construction d'une base logistique en France (qui viendra en complément des 2 bases néerlandaises). Celui-ci ouvre le 16 février 2016, le premier centre de distribution hors des Pays-Bas, situé à Moissy-Cramayel, en région parisienne,.
En octobre 2017, le 300e magasin ouvre à Marly, près de Valenciennes.
Au début 2019 la France compte plus de quatre cent quarante-trois magasins (plus que dans tout autre pays d'implantation de l'entreprise) et trois centres de distribution : Moissy-Cramayel, Labastide-Saint-Pierre et Belleville-en-Beaujolais qui a ouvert en début d'année. Un quatrième voit le jour en novembre 2020 à Verrières-en-Anjou.
En 2021, la construction d'une 5e base logistique est en cours a Ensuès-la-Redonne (Bouches-du-Rhône) avec une mise en service pour 2022.
En mai 2021, Action a ouvert son 600e magasin français à Paris. Ce magasin situé boulevard Macdonald dans le 19e arrondissement est équipé de caisse automatique et sa surface est de 1 000 m2. Le bilan à la fin de l'année 2021, fait état d’un total de 651 magasins en France soit l'ouverture de 92 nouvelles succursales en un an.
Début 2024 Action France ouvre son 800e magasin dans l'hexagone.
En avril 2024, l'enseigne compte plus de 807 points de vente en France, dont 3 à Paris puis 842 vers la fin de l'année.

#### Dans le reste de l'Europe
Pays d'origine et lieu du siège social de l'enseigne, les Pays-Bas comptent en 2018 plus de trois-cent soixante-quinze points de vente et deux centres de distribution : Zwaagdijk et Echt. En 2021 Action compte près de 400 magasins aux Pays-Bas. En 2021, Action met en place aux Pays-Bas exclusivement un système d'achats en ligne pour certains produits avec la livraison à domicile.
En 2005, l'enseigne ouvre son premier magasin Action en Belgique à Rijkevorsel (Flandre). Le 200e magasin belge ouvre à Malines en novembre 2021 dans le centre commercial flambant neuf Malinas. 
Action s'installe, quatre ans après la Belgique, en Allemagne. En 2014, l'enseigne compte plus de 80 magasins dans ce pays, tous regroupés à l'ouest, vers les frontières belges et néerlandaises, avec un projet d'expansion de l'enseigne à l'est ainsi qu'un projet d'un nouveau dépôt destiné à la clientèle germanique. En 2018, elle compte 285 magasins en Allemagne, ainsi qu'un centre de distribution à Biblis. La construction d'un deuxième à Peine (nord du pays), en cours depuis 2018, se termine avec sa mise en service en 2019. À la fin de l'année 2021, Action compte 435 magasins dans ce pays.

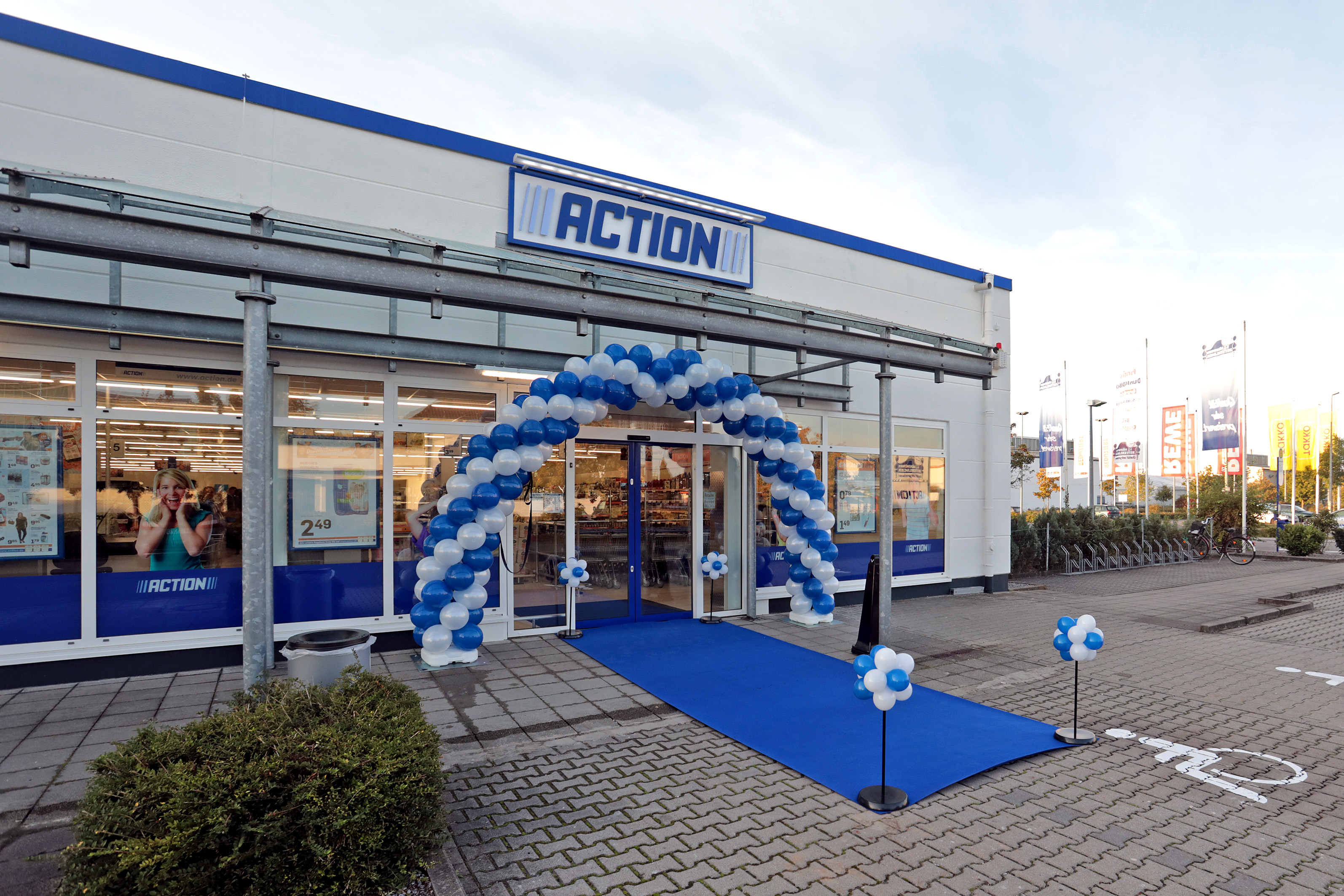
Ouverture du centième magasin allemand à Lampertheim en 2016.

L'enseigne s'installe en Autriche en 2015, avec un premier magasin dans la ville de Kittsee. À la fin de l'année 2021, Action dispose de 80 magasins en Autriche.
Depuis le 24 septembre 2015, Action est implantée au Luxembourg avec l'ouverture d'un premier magasin situé à Mersch. Le 10e magasin Luxembourgeois a ouvert en juillet 2021 à Weiswampach.

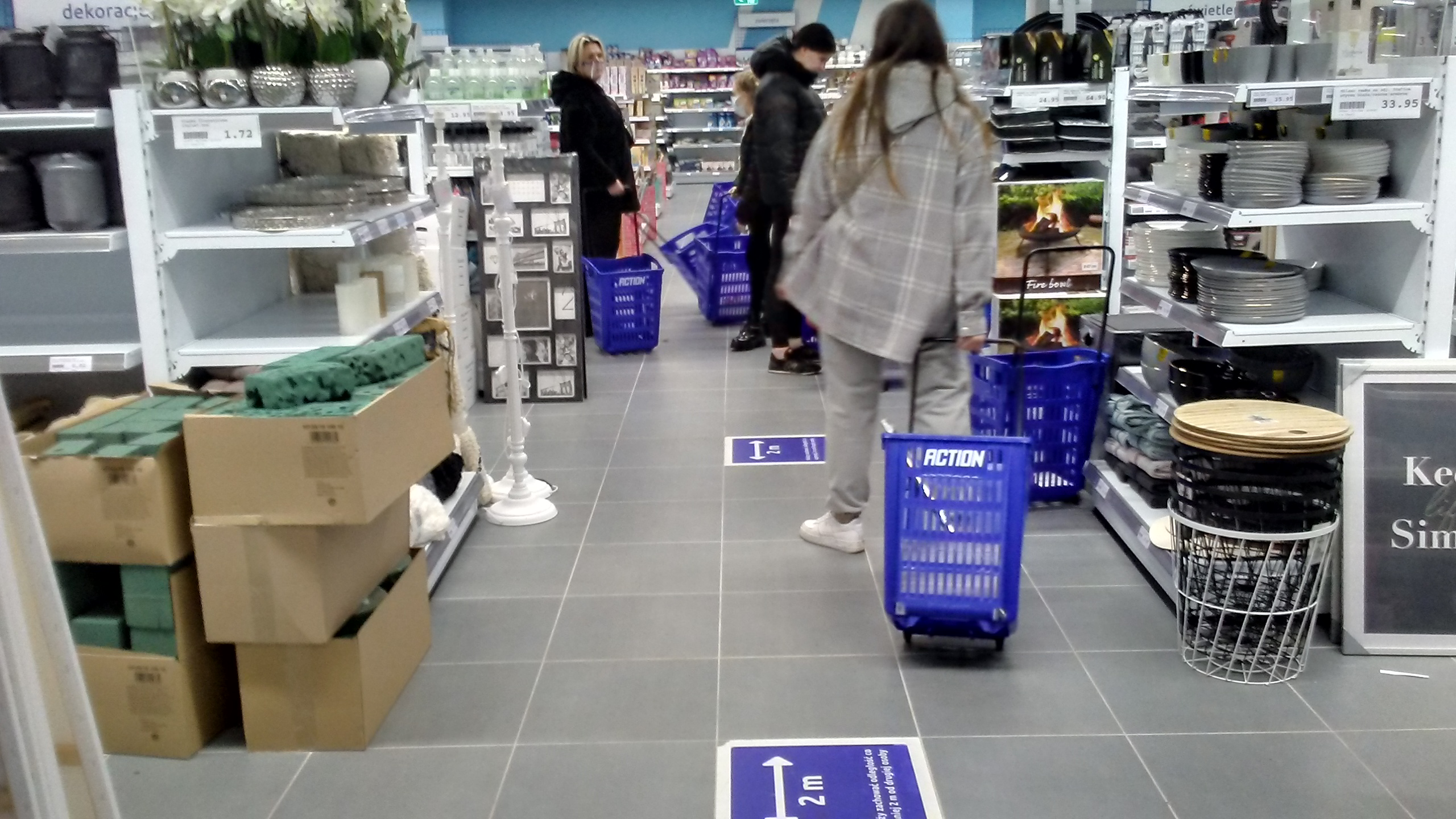
À l'intérieur du magasin Action de Tomaszów Mazowiecki en Pologne.

Depuis octobre 2017, le groupe dispose d'un point de vente en Pologne à Leszno et en compte plus de vingt-cinq en 2018. Elle ouvre son 100e magasin à Varsovie. À la fin de l'année 2021, Action compte 177 magasins dans ce pays. 
En août 2020, le discounter ouvre son premier magasin en République tchèque. Par la suite, l'enseigne inaugure cinq magasins à Kladno, Hradec Králové, Opava, Ostrava et Frýdek-Místek. À la fin de l'année 2021, Action compte 21 magasins répartis dans tout le pays dont 2 à Prague.
Le 20 janvier 2022, Action ouvre son 2000e magasins Européen à Prague. C'est le troisième magasins dans la capitale tchèque. 
Le discounter a ouvert ses cinq premiers magasins italiens à Vanzaghello, Asti, Turin, Verceil et Carmagnole. 
Le 1er magasin en Espagne ouvre le 17 février 2022 à Gérone.
Elle poursuit son expansion et le 2 mars 2023, elle ouvre son premier magasin en Slovaquie. Elle a commencé dans la capitale, Bratislava, et a continué dans les villes de Zvolen, Michalovce et Trnava.
L'enseigne ouvre son premier magasin en Suisse, à Zurich, samedi 5 avril 2025. Elle poursuit son expansion helvétique le 24 avril 2025 et le 8 mai 2025 avec deux nouveaux magasins dans le canton du Valais : à Martigny et à Monthey.
Pour l'ensemble de ces points de vente, Action compte douze millions de clients par semaine en 2022.

### Communication

#### Identité visuelle

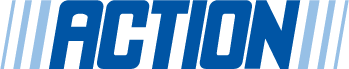
Logo d'Action jusqu'en septembre 2017
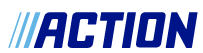
Logo d'Action depuis septembre 2017

#### Slogan
De 2005 à 2017 : « Complet, surprenant et des prix étonnants ».
Depuis septembre 2017 : « Petits prix, grands sourires ».

## Activités
L'entreprise Action réalise un chiffre d'affaires de 6,8 milliards d'euros en 2021 et dépasse les 10 milliards en 2023 avec 11,3 milliards annoncés. En France pour 2024, le chiffre d'affaires estimé est de 5,3 milliards. L'enseigne est présente dans dix pays européens. Les magasins ont une surface d'environ 1 000 m2 et limitent le nombre de références à 6 000 en moyenne dans 14 catégories.
|                                      | 2011 |  | 2015  |  | 2018   |  | 2021  |  | 2022   |  | 2023   |
| ------------------------------------ | ---- |  | ----- |  | ------ |  | ----- |  | ------ |  | ------ |
| Chiffre d'affaires (en millions d'€) | 700  |  | 1 990 |  | 4 200  |  | 6 800 |  | 8 900  |  | 11 300 |
| Nombre d'employés                    |      |  |       |  | 46 000 |  |       |  | 60 052 |  | 69 040 |
| Nombre de magasins                   |      |  |       |  | 1 473  |  |       |  |        |  | 2 566  |

## Controverses
Le magazine télévisé français Complément d'enquête, dans son émission du 12 décembre 2024, met en lumière la stratégie et les méthodes permettant à l'enseigne de proposer des produits à très bas prix : standardisation du travail, utilisation d’algorithmes guidant les salariés dans leurs tâches, cadences imposées et politique de négociation agressive avec les fournisseurs, dont certains acceptent de baisser drastiquement leur marge. Les conséquences de ces pratiques sont également exposées et débattues : conditions de travail dégradées,, risque accru de maladies professionnelles, rotation importante des effectifs salariés et non-conformité de certains produits vendus par Action.
Chaîne de magasins populaire (elle est désignée « enseigne préférée des Français » en 2023, selon une étude d’EY-Parthenon), elle est aussi critiquée pour l'origine de ses produits, essentiellement fabriqués dans des pays pauvres, et ses méthodes managériales jugées brutales. 

### Source
- Claire Lefebvre, « La folle ambition d'un casseur de prix », Le Point, no 2622,‎ 3 novembre 2022, p. 80 à 84 (ISSN 0242-6005).
- Guillaume Echelard, « Chez Action, la clientèle populaire prend sa revanche », Challenges, no 853,‎ 28 novembre 2024, p. 60-61 (ISSN 0751-4417).